# Лим Хьо-Джун
В това корейско име фамилията Лим стои отпред.
Лим Хьо-Джун (на корейски: 임효준; 29 май 1996, Тегу, Южна Корея) е южнокорейски състезател по шорттрек.

## Биография
Роден е през 1996 година в град Тегу. От дете се занимава с плуване, но като ученик заради усложнения със слуха от тренировките в басейна спира с плуването. Практически веднага след това започва да се занимава с шорт-трек.
През 2012 г. взема участие в първите юношески олимпийски игри в Инсбрук, където печели златен медал в бягането на 1000 метра и сребърен на 500 метра. Скро след това получава травми, заради които претърпява 7 операции.
На 10 февруари на Олимпийските игри в неговата страна печели с нов олимпийски рекорд 2:10,485, финала на 1500 метра.

## Успехи
Олимпийски игри
| Олимпиада      | 500 м | 1000 м | 1500 м | щафета 5000 м |
| -------------- | ----- | ------ | ------ | ------------- |
| 2018 Пьонгчанг | -     | 4      | Злато  | 4             |

- Шампион (1): 2018
  -  Сребърен медал (1): 2018

Световно първенство
- Сребърен медал (1): 2018

Юношески олимпийски игри
- Шампион (1): 2012
  -  Сребърен медал (1): 2012